# Juwelo

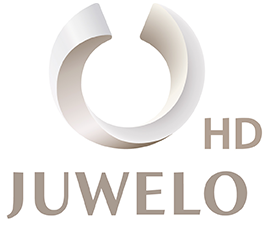
Logo von Juwelo HD

Logo bis zum 31. Oktober 2013

Ehemaliges Logo

Juwelo (bis 31. Oktober 2013: Juwelo TV) ist ein in Berlin ansässiger Teleshopping-Sender, der täglich 18 Stunden digital über Astra und in den Kabelnetzen von 15 Bundesländern sendet. Angeboten werden Schmuckstücke aller Art. Betreiber ist die Juwelo TV Deutschland GmbH, die nach dem gleichen Prinzip wie Gems TV in Großbritannien verkauft. Vom 1. Oktober 2012 bis zum 18. Dezember 2012 sendete Gems TV wieder in Deutschland und trat damit in Konkurrenz zu Juwelo.

## Geschichte
Das Programm von Juwelo wurde ursprünglich erstmals 2005 unter dem Namen bietbox von einer 100-prozentigen Tochtergesellschaft der damaligen K1010 Entertainment GmbH ausgestrahlt. Nach einer Testphase mit Programmfenstern bei K1010 wurde bietbox bald ein eigener Kanal. Verkauft wurden damals Konsumentenartikel aller Art, die über den traditionellen Einzelhandel nur schwer abgesetzt werden konnten. Bereits damals setzte man auf das Prinzip der Auktion mit fallenden Preisen.
Als Mitte 2006 der Zusammenbruch der Muttergesellschaft K1010 absehbar wurde, ging man eine Kooperation mit Gems TV in Großbritannien ein und stellte das Produktportfolio auf Schmuck um. Zum 1. Oktober 2006 wurde der Sender in Gems TV umbenannt. Die Muttergesellschaft K1010 wurde in Gems TV Deutschland GmbH umbenannt. Gems TV Deutschland konnte daher faktisch als gemeinsamer Nachfolger der Sender bietbox und des inzwischen eingestellten K1010 angesehen werden.
Nachdem im Mai 2008 der Rückzug von Gems TV aus dem deutschen Markt verkündet wurde, übernahm die Juwelo TV Deutschland GmbH zum 1. Juni 2008 das Programm von Gems TV. Dabei handelt es sich um die umbenannte KIWOSA GmbH, Hauptgesellschafterin von Gems TV.
Seit dem 26. April 2012 ist der Sender als Simultan-HD-Version via 19,2° Ost frei empfangbar.
Am 1. November 2013 hat der Sender ein neues On- & Off-Air-Design, einen neuen Namen und ein neues Logo bei seinen beiden Sendern (SD- & HD-Version) eingeführt. Zeitgleich ging eine neue Website online.

## Verkaufsprinzip
Die Produkte können ausschließlich erworben werden, während diese vom Moderator präsentiert werden. Zeitgleich wird die Anzahl der noch verfügbaren Produkte herunter gezählt. Oftmals steht diese Vorgehensweise in der Kritik, da dem Kunden eine künstliche Angebotsverknappung suggeriert wird.   Dieses Prinzip wird unter anderem auch von 123tv praktiziert und unterscheidet diese Sender von anderen Teleshopping-Programmen wie HSE oder QVC, bei denen die präsentierten Produkte generell auch nach der Präsentation gekauft werden können.
Das Prinzip ähnelt einer absteigenden Auktion mit fallenden Preisen. Aus rechtlichen Gründen ist der korrekte Name jedoch „Kauf gegen Gebot“, wie bei allen Teleshopping-Sendern, da Auktionen bzw. Versteigerungen im deutschen Fernsehen nicht gestattet sind.

## Empfang

### Satellit
- SDTV: Astra 19,2° Ost: 12633 MHz horizontal, Symbolrate 22000, FEC 5/6[7]
- HDTV: Astra 19,2° Ost: 12574 MHz horizontal, Symbolrate 22000, FEC 2/3[7]

### Kabel
Bei Vodafone Deutschland und Unitymedia in den jeweiligen digitalen Basispaketen, teilweise auch als analog übertragener Sender. In Baden-Württemberg ist Juwelo TV frei bei Kabel BW Digital zu empfangen.

### Internet
Auf der Website des Senders wird ein Live-Stream angeboten.

### DVB-T
Seit Dezember 2011 ist Juwelo in Berlin-Brandenburg auch über DVB-T empfangbar.

## Juwelo pur
Am 22. September 2012 wurde eine Infotafel via Astra-Satellit 19,2° Ost aufgeschaltet, dass der Sender am 1. Oktober 2012 starten wird.